# ウェリントン島

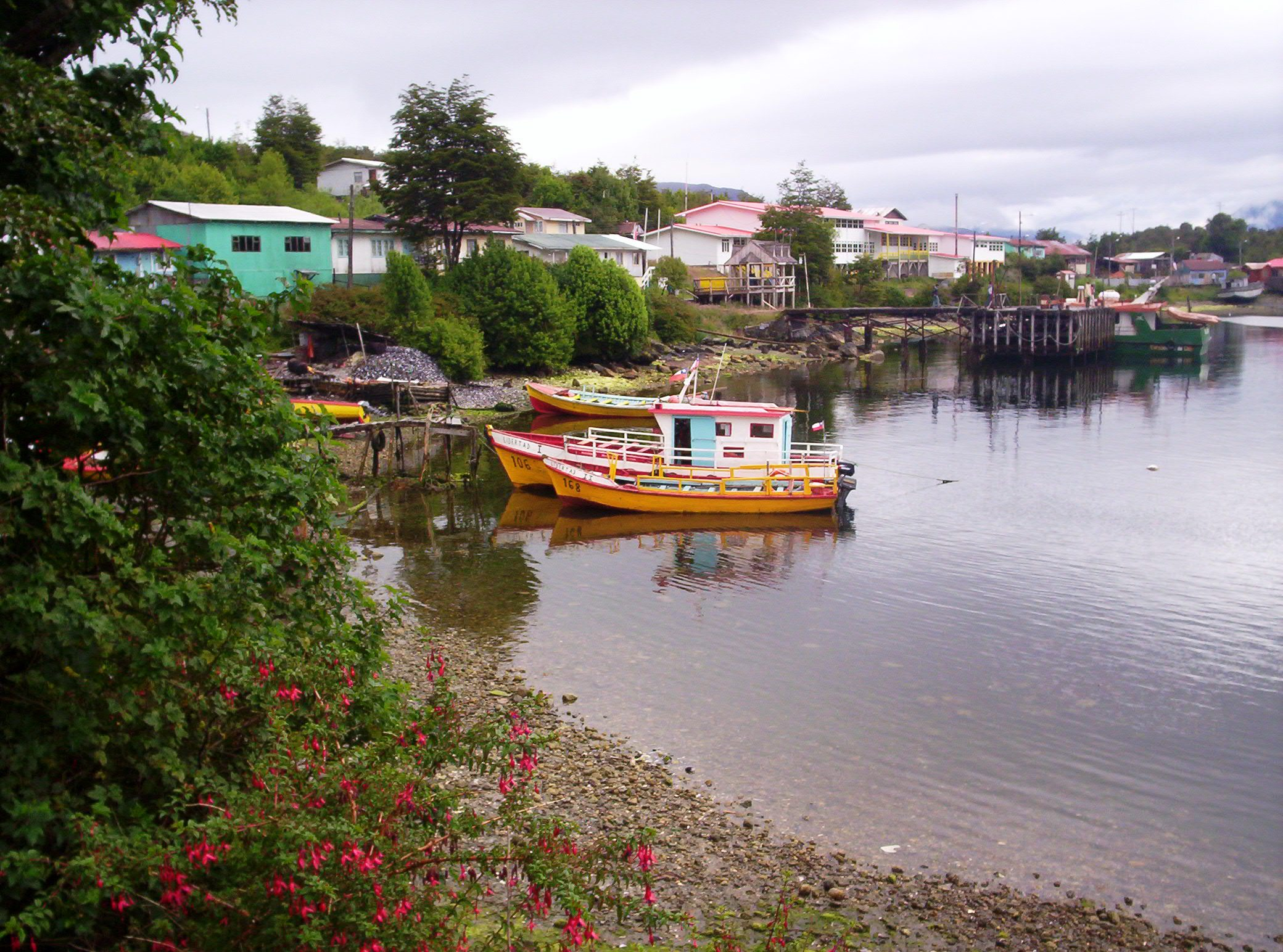
プエルト・エデン

ウェリントン島(Wellington Island)はチリ南部、パタゴニア地方の島。マガジャネス・イ・デラ・アンタルティカ・チレーナ州に属し、州の北端に位置する。面積5,556 km2で、チリの島では3番目に大きい。最高地点の標高は1463 m。全島がベルナルド・オイギンス国立公園に含まれる。海岸線はフィヨルド地形が発達し入り組んでいる。
大陸との間にあるメシエ海峡（フランスの天文学者、シャルル・メシエにちなむ）には、島で最も大きい町のプエルト・エデンがある。人口は約250人で、海峡を通過する船舶の寄港地である。島のほかの部分にはほとんど人が住んでいない。